# Lijst van oorlogsmonumenten in Zandvoort
De Nederlandse gemeente Zandvoort heeft 11 oorlogsmonumenten. Hieronder een overzicht.
| Nr.  | Object                                            | Herdachte groep             | Ontwerper                   | Onthulling       | Type            | Locatie                                  | Plaats    | Coördinaten                   | Foto                                |
| ---- | ------------------------------------------------- | --------------------------- | --------------------------- | ---------------- | --------------- | ---------------------------------------- | --------- | ----------------------------- | ----------------------------------- |
| 70   | De Oude Watertoren                                | overig                      | Anton Lavertu               | 5 mei 1995       | gedenksteen     |                                          | Zandvoort | 52° 22' 24" NB, 4° 31' 34" OL | Meer afbeeldingen                   |
| 103  | Verzetsbeeld                                      | verzet Nederland            | Kees Verkade                | 17 oktober 2002  | beeld/sculptuur | Verzetsplein, 2041 EA                    | Zandvoort | 52° 22' 38" NB, 4° 31' 57" OL | Meer afbeeldingen                   |
| 1231 | Gedenksteen bij het Gasthuishofje                 | algemeen                    | Mevr. C.E. Limpers-van Rood | 1947             | reliëf          | Gasthuisplein, 2042 JM                   | Zandvoort | 52° 22' 22" NB, 4° 31' 40" OL | Gedenksteen bij het Gasthuishofje   |
| 1232 | De Kleine Patriot                                 | verzet Nederland            |                             |                  | reliëf          | Grote Krocht 25, 2042 LT                 | Zandvoort | 52° 22' 17" NB, 4° 31' 54" OL | De Kleine Patriot                   |
| 1233 | Joods monument, Joods namenmonument               | Vermoorde Nederlandse joden | AG Architecten              | 3 oktober 2021   | gedenkmuur      | Doctor Johannus G. Mezgerstraat          | Zandvoort | 52° 22' 37" NB, 4° 31' 45" OL | Joods monument, Joods namenmonument |
| 1234 | Monument in het Schuitengat                       | overig                      |                             | 31 december 1969 | gedenksteen     |                                          | Zandvoort | 52° 22' 29" NB, 4° 31' 37" OL | Meer afbeeldingen                   |
| 1235 | Monument in het Kromboomsveld                     | geallieerde militairen      |                             | 1949             | gedenksteen     |                                          | Zandvoort | 52° 20' 46" NB, 4° 33' 14" OL | Meer afbeeldingen                   |
| 1236 | Monument bij de Dondershoek. De acht gedenkstenen | verzet Nederland            |                             | 1949             | gedenksteen     |                                          | Zandvoort | 52° 23' 41" NB, 4° 33' 42" OL | Meer afbeeldingen                   |
| 1237 | Verzetsmonument                                   | verzet Nederland            | A. de Brouwer               | 4 mei 1951       | gedenksteen     | Van Lennepweg, 2041 LA                   | Zandvoort | 52° 22' 39" NB, 4° 32' 28" OL | Meer afbeeldingen                   |
| 4492 | Joodse gedenksteen                                | vervolgden Nederland        | Anton Lavertu               | 4 augustus 1991  | gedenksteen     | Tollenstraat 67, Algemene Begraafplaats  | Zandvoort | 52° 22' 32" NB, 4° 32' 31" OL | Meer afbeeldingen                   |
|      | Stolpersteine                                     | Vervolgden Nederland        | Gunter Demnig               | 12 november 2022 | relief          | Zie Lijst van Stolpersteine in Zandvoort | Zandvoort |                               | Meer afbeeldingen                   |

Aalsmeer ·
Alkmaar ·
Amstelveen ·
Amsterdam ·
Bergen ·
Beverwijk ·
Blaricum ·
Bloemendaal ·
Castricum ·
Den Helder ·
Diemen ·
Dijk en Waard ·
Drechterland ·
Edam-Volendam ·
Enkhuizen ·
Gooise Meren ·
Haarlem ·
Haarlemmermeer ·
Heemskerk ·
Heemstede ·
Heiloo ·
Hilversum ·
Hollands Kroon ·
Hoorn ·
Huizen ·
Koggenland ·
Landsmeer ·
Laren ·
Medemblik ·
Oostzaan ·
Opmeer ·
Ouder-Amstel ·
Purmerend ·
Schagen ·
Stede Broec ·
Texel ·
Uitgeest ·
Uithoorn ·
Velsen ·
Waterland ·
Weesp ·
Wijdemeren ·
Wormerland ·
Zaanstad ·
Zandvoort